# Биненштих
— Но мы ещё выпьем у вас по чашечке кофе? Мы привезли биненштих и «франкфуртский венец».
И по пути домой мы заходили в кондитерскую, и матушка угощала меня миндальным пирожным, слойкой и горячим шоколадом.
Би́ненштих (нем. Bienenstich — букв. «пчелиный укус») — классическая немецкая выпечка, открытый листовой пирог на дрожжевом тесте с верхним слоем из миндаля с жиром и сахаром, который при выпекании карамелизируется.
Согласно рейнской легенде о подмастерьях пекаря, пирог получил своё название в память о событиях далёкого 1474 года в Андернахе. Жители Линца-на-Рейне собирались напасть на соседний городок Андернах за то, что император передал их право взимать с проплывающих судов рейнскую пошлину андернахцам. В утро назначенного дня два андернахских подмастерья пекаря шли вдоль городской стены и лакомились мёдом из висевших на ней ульев. Юноши обнаружили изготовившихся напасть врагов и забросали их ульями, и покусанный пчёлами неприятель бежал.
Основу биненштиха составляет сладкое дрожжевое тесто, которое раскатывают на противне до толщины в палец. На тесте распределяют заваренную и ещё достаточно горячую массу из сахара или мёда, жира, сливок и миндальной стружки. После выпекания и остывания пирог разрезают по горизонтали и начиняют взбитыми сливками, масляным или ванильным кремом или пудингом, смешанным со взбитыми сливками.